# アレクセイ・ロバノフ＝ロストフスキー
公爵 アレクセイ・ボリソヴィッチ・ロバノフ＝ロストフスキー (ロシア語: Алексе́й Бори́сович Лоба́нов-Росто́вский, ラテン文字転写: Aleksei Borisovich Lobanov-Rostovskii) (1824年12月30日（ユリウス暦 12月18日） – 1896年8月30日（ユリウス暦 8月18日）)は、帝政ロシアの政治家。
ヴォロネジ州生まれ。清国との間で「李鴻章・ロバノフ条約」（露清密約）を結んだ外務大臣、また、『ロシアの系図書（"Российская родословная книга"）』（全2巻）の著者として知られる。日本との関係では、三国干渉および山縣・ロバノフ協定における当事者として、重要である。

## 生涯
伝説の王子リューリクの子孫といわれるアレクセイ・ロバノフ=ロストフスキーは、幾多の人材を輩出したツァールスコエ・セロー・リツェイで教育を受けた。20歳でロシア帝国の外務省に入り、1859年にはコンスタンティノープル（当時のオスマン帝国の首都イスタンブル）の全権大臣に任じられた。1863年、彼は私生活からくる不祥事でいったん公務員の職を辞したが、4年後には復帰して、ロシア帝国の内務大臣補佐官として10年間公職に奉じた。
1878年の露土戦争の終結に際して彼はアレクサンドル2世に選ばれ、大使としてイスタンブルに派遣され、1年以上にわたってロシア政府の政策を実行した。彼の前任者であるニコライ・イグナチェフ伯爵の無謀な策動によって引き起こされた混乱ののち、いわゆる「東方問題」における安寧を取り戻すことを目指し、そこで高い技量を発揮したのである。1879年には大使としてロンドン駐在、1882年にはウィーン駐在に転じた。1895年3月、新皇帝ニコライ2世の下で、ニコライ・ギールスの後任の外務大臣に任命された。
外務大臣となった彼は、一般的には前任者の政策を引き継ぐ姿勢をみせたが、ヨーロッパ情勢、特にバルカン半島についてはより積極的な政策を採用した。彼が外相に就任した時点では、スラヴ・ナショナリズムに対するロシア政府の姿勢は数年間極端に抑制的であり、彼自身もそれまでロシア政府の方針に従順な大使として振る舞っていた。しかし、彼が外務大臣となるや即座に、バルカン半島でのロシアの影響力行使が突如復活したのである。セルビア王国はロシアから財政援助を受け、サンクトペテルブルクからモンテネグロ公には大量の武器供与が公然となされた。ブルガリア公国のフェルディナンド公は、表面的にであれツァーリ（ロシア皇帝）と和解し、子息のクレメント（ボリスに改名）も東方正教会に改宗した。コンスタンティノープルのロシア大使館はブルガリアのエクザルフ（総主教代理）とエキュメニカル総主教（コンスタンディヌーポリ総主教）との間で和解を試みた。ブルガリアとセルビアはロシアの仲介によって、従来いだいてきた相互の敵意を放棄することを誓った。
これらはすべて、オスマン帝国に敵対するバルカン同盟の結成を予期するような動きであり、イスラームの君主（トルコのスルタン）の側にはこれを警戒する理由があった。 実際は、ロバノフ公はこれら諸国の間に立って強いロシアの覇権を打ち立てようとしていただけであり、ヨーロッパの一般情勢が、他の大国からの深刻な介入なしにロシア自身の国益のために「東方問題」を解決するというような都合の良い機会でも与えでもしない限り、彼は東方問題で新たな危機を引き起こす意図など全くなかった。その一方で、ロバノフは、オスマン帝国の領土保全と独立は、これら他の力が関与する限りにおいては是が非でも維持されなければならないと考えた。 同時に、独・墺・伊の三国同盟を弱体化するための努力がなされ、その主な手立てとしてフランスとの協力関係が不可欠と考えられたため、ロバノフ公はロシア・フランス両強国間の正式な軍事同盟（露仏同盟）への転換を支持した。

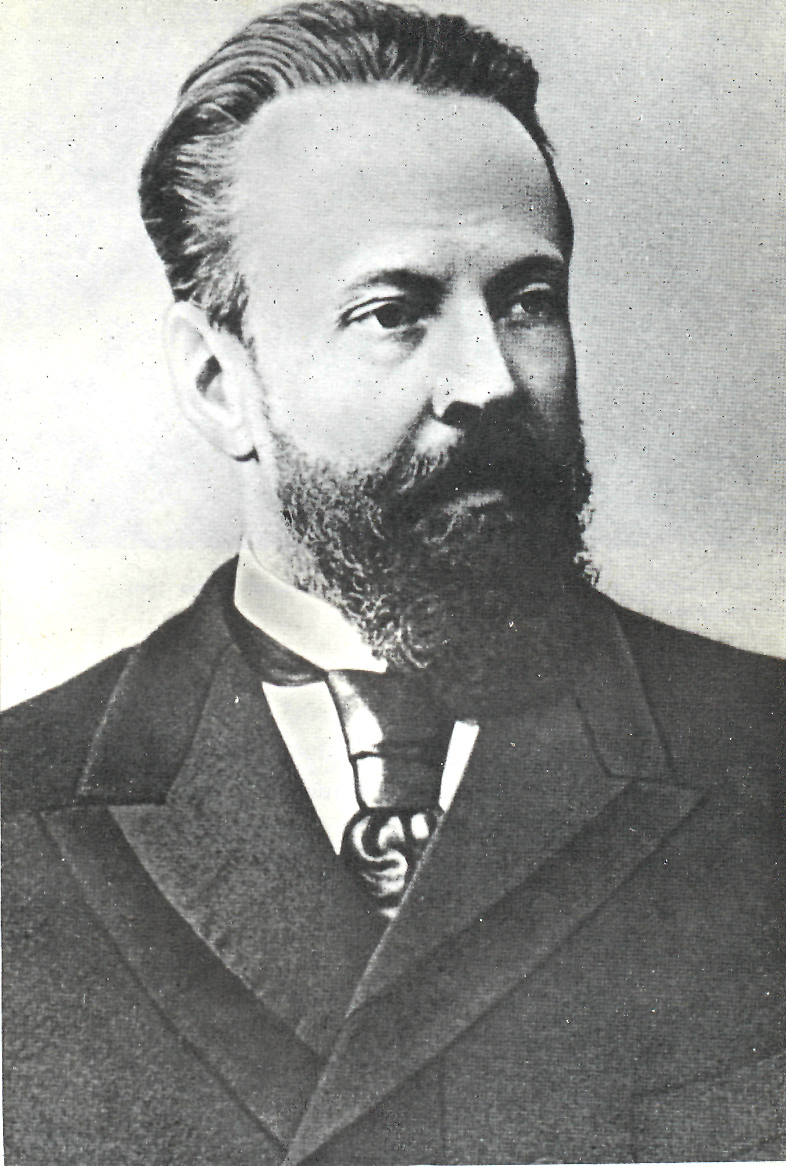
セルゲイ・ウィッテ蔵相

東アジアにおいては彼は必ずしも活発ではなく、近東でトルコの守護者であることを示したのと同じ意味で清国の守護者たらんとした。ロバノフはドイツとフランスに働きかけて、1895年4月、日清戦争後の日本に三国干渉を行い、日本から清に遼東半島を返還させた。下関条約で清国が負うこととなった対日賠償金に対しては大蔵大臣のセルゲイ・ウィッテが借款供与を申し出て、同年7月にフランスと共同で借款を決定し、清に対し見返りを求めた。
1896年5月、清国の欽差大臣李鴻章はサンクトペテルブルクを訪問、ニコライ2世の戴冠式に出席して新皇帝と謁見し、ロバノフ公およびウィッテ蔵相との間で秘密会談を行い、密約を結んだ（露清密約）。この密約は、日本がロシアと清のいずれかへ侵攻した場合に互いの防衛のため参戦するという相互防御同盟の結成が目的であったが、同時に、シベリア鉄道の短絡線となる東清鉄道を清国領内 （北部満洲西端の満洲里（マンチュリー）から北満東端の黒竜江省綏芬河（ポクラニチナヤ）まで） に敷設する権利も認めさせるなど不平等条約の側面もあった。この戴冠式には、日本からは元首相の山縣有朋が特派大使として派遣され、6月9日、ロバノフと会談して山縣・ロバノフ協定を結んでいる。協定では李氏朝鮮の独立を保証すること、朝鮮の財政改革を促進すること、近代的警察及び軍隊を組織すること、および、電信線を維持することについての合意がなされた。山縣は朝鮮半島における日露の関係を対等なものにしようと図り、出兵に際しての駐兵地域を日露両国で定め、そのあいだに中立地帯を設けることを提案したが、ロバノフはこれを拒否した。この協定によって、ロシア当局の満洲での将来の行動が妨げられないよう、当該地域へのツァーリズムの影響力を増進させるための財政的・政治的な行動計画が積極的に支援され、日本は中国東北部への侵出を断念せざるを得なくなった。
こうした活動のすべては、ロバノフの外国政府やその外交官に対する傲然とした口調をともなっていたが、おそらくそれは、彼の平和維持にかける幅広い信念にもとづいていたため、全般的な不安材料にはならなかったといえる。彼が大胆に動かした危険な力は、彼自身の能力の高さと性格の強さによって制御されうるものであろうと考えられたのである。しかし、彼が計画を煮詰めようとする時期に先立つ1896年8月30日、皇帝に同行しての旅行中、彼は突然、心臓病で死去した。彼がロシアの政策責任者であったのはわずか18か月にすぎなかった。墓はモスクワのノヴォスパスキー修道院にある。

## 人物・家族

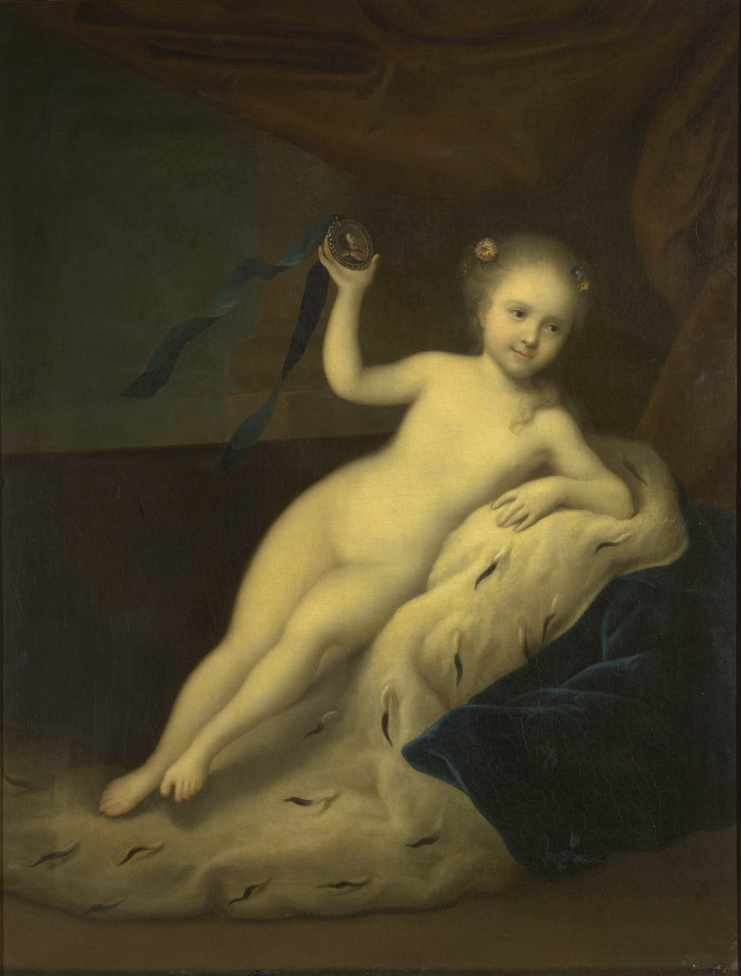
カラヴァク「子供時代のエリザヴェータ・ペトロヴナ皇女の肖像」（1716年 - 1717年）

父はボリス・アレクサンドロヴィッチ・ロバノフ＝ロストフスキーで、リャザンの知事アレクセイ・アレクサンドロヴィッチ・ロバノフ＝ロストフスキーはその兄にあたる。母はオリンピアード・ミハイロフナであった。一家は旧ボロディノを領有していた。兄のミハイル・ボリソヴィッチはイワン・パスケヴィッチの娘と結婚していたが、アレクセイ・ボリソヴィッチは、生涯結婚せず、子どももいなかった。
個人的には、アレクセイ・ロバノフ＝ロストフスキー公は、みずからロストフ公国以来の名門、ロストフ公の流れを汲むことを誇りとするロシアの大貴族であったと同時に、ロシアの幅広い教養、とりわけ歴史や家々の系譜に深く通暁した愛すべき人物であり、おそらくはパーヴェル1世の治世（1754年 - 1801年）に関する知識と理解に関して当代随一の人物であった。1758年から1761年にかけての、ケーニヒスベルク（現、カリーニングラード）がロシアによって占領されていた時期に、ロシア人によって鋳造されたコインの膨大なコレクションは、現在、国立ロシア美術館に収められている。また、18世紀前半にロシアで活躍したフランス人画家ルイ・カラヴァクの絵画「子供時代のエリザヴェータ・ペトロヴナ皇女の肖像」は、1896年に死去したロバノフ公の遺品のなかから1897年に発見されたものである。この絵画もロシア美術館に収蔵されている。
なお、現在の在サンクトペテルブルク日本国総領事館の建物は、もともとアレクセイ・ロバノフ＝ロストフスキーのために1851年に建てられた建物で、ロバノフ公の生前より幾度か増改築を経たものである。